# El Oasis Valsequillo
El Oasis Valsequillo är en ort i Mexiko.   Den ligger i kommunen Puebla och delstaten Puebla, i den sydöstra delen av landet, 120 km sydost om huvudstaden Mexico City. El Oasis Valsequillo ligger 2 066 meter över havet och antalet invånare är 363.
Terrängen runt El Oasis Valsequillo är kuperad åt sydost, men åt nordväst är den platt. Runt El Oasis Valsequillo är det ganska tätbefolkat, med 62 invånare per kvadratkilometer. Närmaste större samhälle är Puebla de Zaragoza, 14,9 km nordväst om El Oasis Valsequillo. Trakten runt El Oasis Valsequillo består till största delen av jordbruksmark.